# 恋の暴走
「恋の暴走」（こいのぼうそう）は、西城秀樹の13枚目のシングル。1975年5月25日にRCAから発売された。

## 解説
- 作詞・作曲は「激しい恋」以来となる、安井かずみと馬飼野康二である[3]。
- オリコンでは最高位3位を記録、100位内に17週ランクインし34.1万枚のセールスとなった[1][2]。
- テレビでは初めて藤丸バンドをバックにして歌唱した[4]。

## 収録曲
1. 恋の暴走
作詞：安井かずみ／作曲・編曲：馬飼野康二
2. 青春の挽歌
作詞：たかたかし／作曲：鈴木邦彦／編曲：あかのたちお

## 「恋の暴走」のカバー
- ROLLY、RUI - 『西城秀樹ROCKトリビュート KIDS WANNA ROCK!』、1997年

## 収録アルバム
- 『エキサイティング秀樹 Vol.5 - 恋の暴走/この愛のときめき』